# Радослав Дуњић
Радослав М. Дуњић (понегде Дунић; Мионица, 26. август/7. септембар 1871 — Крушевац, 8. мај 1948) био је адвокат, бан Дунавске и Дринске бановине и сенатор.

## Биографија
Рођен је у Мионици где је његов отац Милојко био начелник Среза колубарског, округа ваљевског. Завршио је основну школу и ниже разреде гимназије у Крушевцу, а више разреде гимназије у Крагујевцу. Дипломирао на београдском Правном факултету, 1894. године. Био је ожењен Љубицом рођ. Симић, из породице кнеза Јована Симића Бобовца, ћерком члана Београдске општине Мијаила Симића и сестром београдског адвоката Василија Симића. Живели су у породичној кући у Таковској улици у Крушевцу.
По дипломирању је радио као писар нишког и крушевачког суда, а 1896. је отворио адвокатску канцеларију у Крушевцу. Припадао је Напредњачкој странци. Активно је учествовао у ратовима 1912—1918. године. Адвокатуром у Крушевцу се бавио до 22. маја 1929. када је постављен на место врховног инспектора при Председништву Владе. За бана Дунавске бановине постављен је 16. јануар 1930. године. Активан као бан Дринске бановине од 1935. године, а једно време и сенатор. Свих тих година је био члан Југословенске националне странке као и након одласка те политичке партије у опозицију.